# Рівіліс Павло Борисович
Павло́ Бори́сович Рі́віліс (нар. 25 травня 1936, Кам'янець-Подільський — пом. 11 березня 2014, Кишинів) — молдавський композитор.

## Біографія
Борис Рівіліс народився 25 травня 1936 року в Кам'янці-Подільському. Його діда на початку 20 століття за революційну діяльність вислали з Кишинева в Томськ. Після революційних подій 1917 року він із сім'єю осів у Кам'янці-Подільському. Батько майбутнього композитора Борис Ісайович був землевпорядником, мати Туба Рівіліс — бухгалтером.
З початком німецько-радянської війни сім'я евакуювалася в місто Прокоп'євськ Кемеровської області, де Павло Рівіліс пішов у школу.
6 січня 1946 року вся сім'я повернулася в Кишинів, який до того часу став столицею Молдавської РСР. Павла відразу відправили навчатися в спеціальній музичній школі.
1959 року закінчив Кишинівську консерваторію по класу композиції.